# ニセコ町
ニセコ町（ニセコちょう）は、北海道虻田郡にある町。

## 概要
通年観光リゾート地として夏のアウトドアスポーツや冬のウィンタースポーツ、インドア体験が充実しており、日本国内のみならず国外からも多くの人が訪れている。北海道遺産には「スキーとニセコ連峰」が選定されている。
2001年（平成13年）に日本全国の自治体で初の自治基本条例となる「ニセコ町まちづくり基本条例」を策定し、住民との情報共有化や住民参加型のまちづくりを制度として保障している。2014年（平成26年）には「環境モデル都市」に選定された。行政の取組みが注目されており、全国の自治体などによる視察が多い町になっている。

## 地名の由来
現市街付近は真狩川と尻別川が合流する地点にあることから、アイヌ語で「マッカリ（ペッ）プトゥ（makkari〔-pet〕-putu）」（真狩〔川〕・の川口）と呼ばれており、それに字を当てて「真狩別太（まっかりべつぶと）」と呼ばれていた。
その後、1901年（明治34年）に真狩村から現市街を含む真狩川下流域を分村した際に、真狩別太を略し、狩太（かりぶと）村と命名された。
1963年（昭和38年）にニセコアンヌプリ一帯がニセコ積丹小樽海岸国定公園に指定され、翌1964年（昭和39年）に町議会で町名と駅名（函館本線狩太駅、現：ニセコ駅）の変更が議題となり、同年4月24日の議員協議会で次のように示された。
その後、北海道庁・同後志支庁（当時）・日本国有鉄道札幌鉄道管理局（現：北海道旅客鉄道）などをはじめとする関係機関への働きかけや、町民向け世論調査が行われ、世論調査では76.95%が賛成の意思を示した。
町名変更は同年6月25日の町議会に諮られ、満場一致で原案通り可決となった。
この動きについてニセコアンヌプリ周辺の他町の間では、「ニセコをとられた」との極論まで噴出し、その一つとして隣接の倶知安町から「ニセコ」の名称を独占することについて反対の運動もあったものの、1964年（昭和39年）6月30日付で北海道庁に名称変更を申請し、同日許可、10月1日を以って「ニセコ町」に改名した。そして、駅名は遅れて1968年（昭和43年）に変更した。
道庁への申請に際して、改称の理由は次のように示されている。
なお、改名の理由については、観光振興面のほかに、「狩太」の地名が戯れ歌に用いられたこともあったためではないか、とする説もある。

### 中国語表記
カナを使った日本の地名は中国では音訳で漢字の当て字が行われる。2021年に国連のワーキンググループに提出された文書ではニセコ町は“尼赛考町”となっているが、ニセコ町は独自に“新雪谷町”という中国語表記を考案し、公式に使用している。

## 地理
後志管内のほぼ中央部に位置しており、羊蹄山周辺は「支笏洞爺国立公園」に指定され、ニセコアンヌプリ周辺は「ニセコ積丹小樽海岸国定公園」に指定されている。尻別川は清流日本一に認定されたことがあり、サケやサクラマスがのぼる川でもある。
- 山：羊蹄山（活火山、1,898 m）、ニセコアンヌプリ（活火山、1,308 m）、昆布岳（1,045 m）、モイワ山（839 m）
- 河川：尻別川、真狩川、ルベシべ川、ニセコアンベツ川

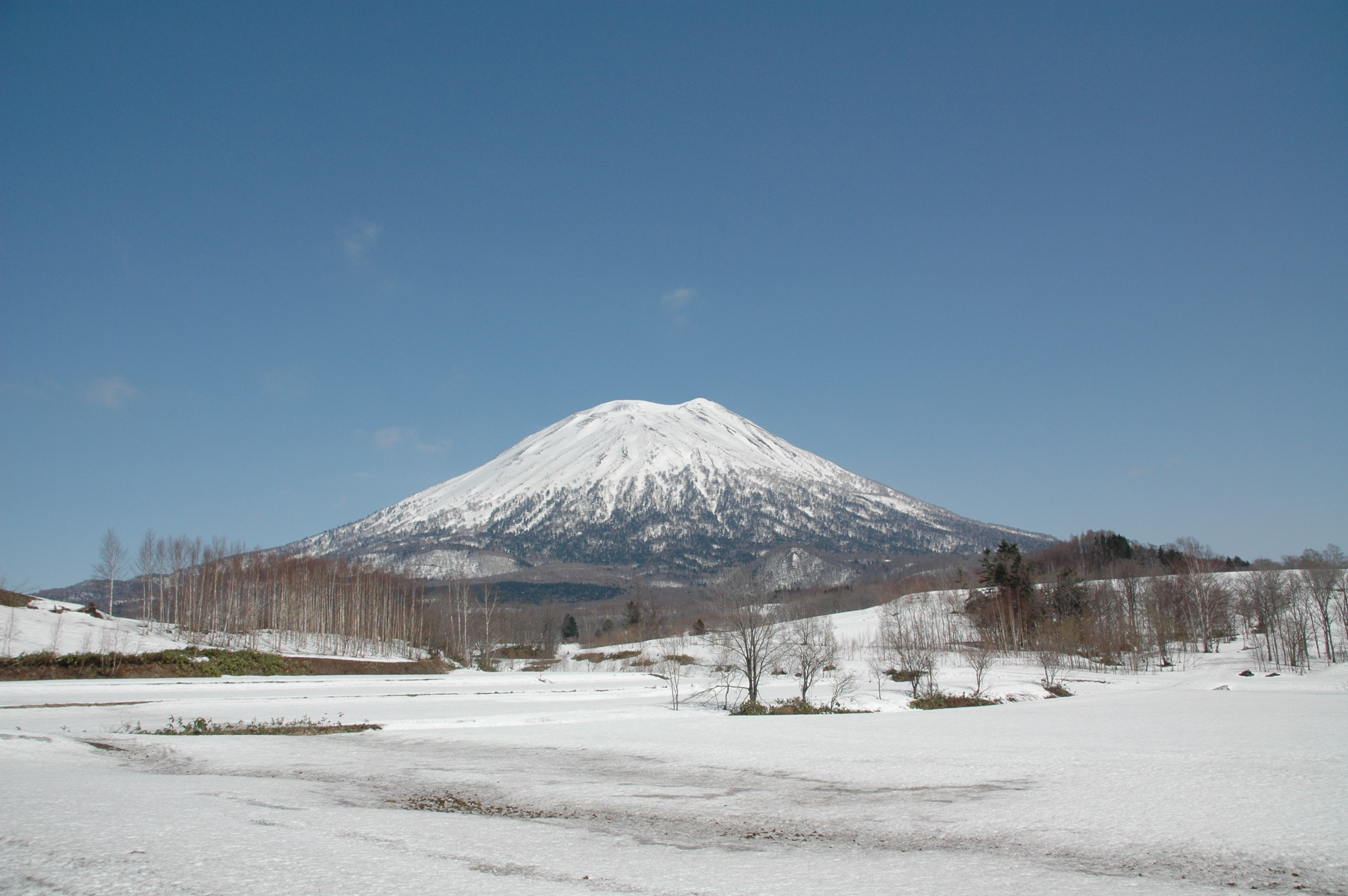
ニセコ町から望む羊蹄山（2006年）
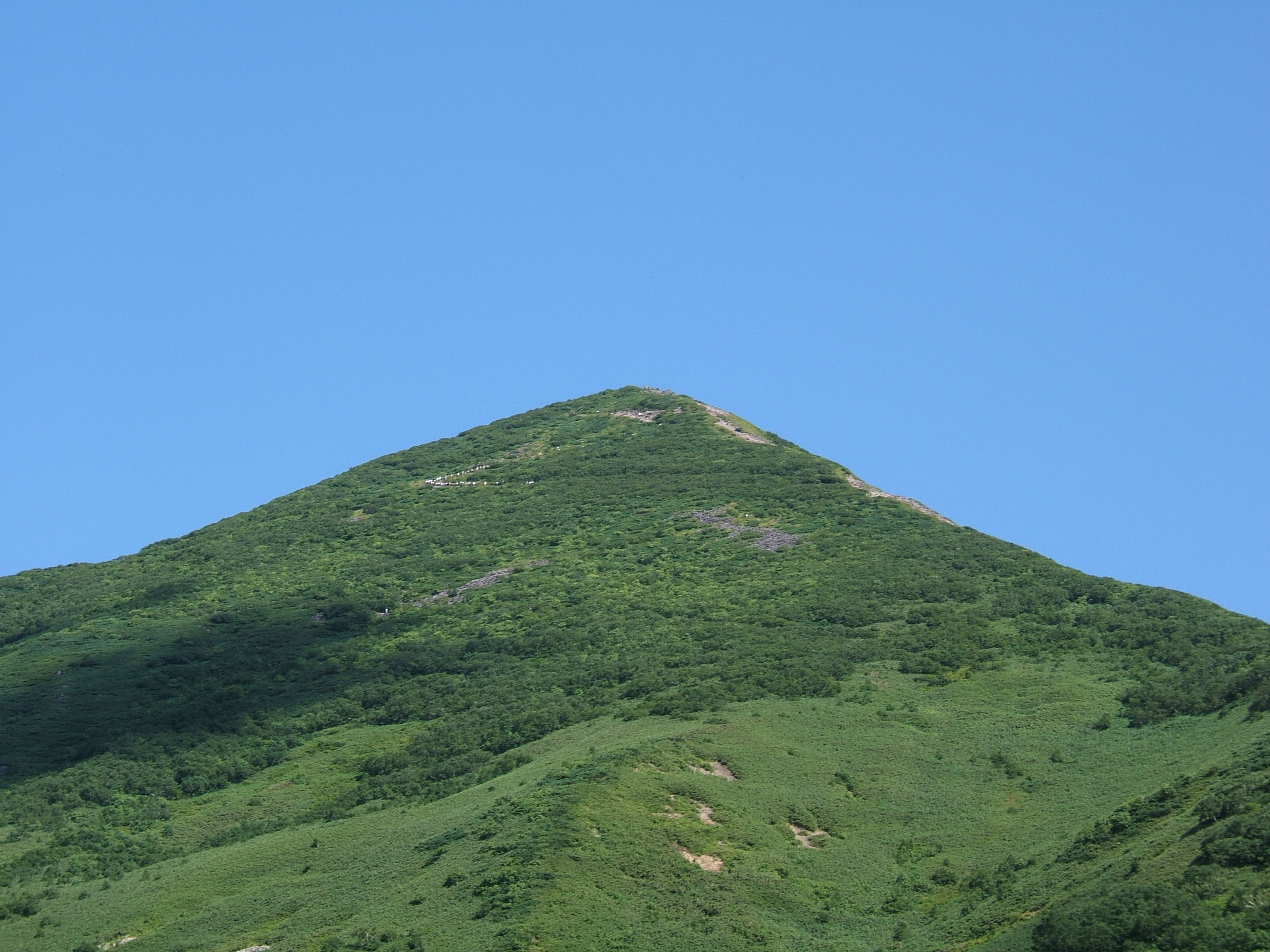
ニセコアンヌプリ（2005年）
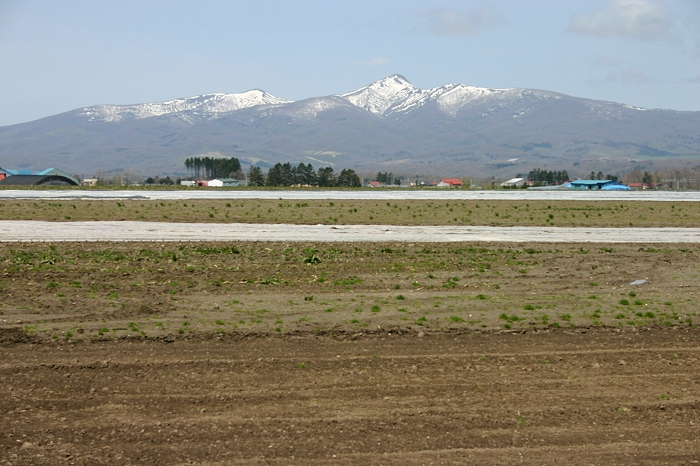
昆布岳（2012年）

### 気候
日本海側気候に分類され、春から夏にかけては温暖で晴天の日が多いが、冬は北西からの季節風の影響を受けて降雪量が多く「特別豪雪地帯」に指定されている。

### 人口
1920年（大正9年）から1940年（昭和15年）までは減少したが、戦後に一時増加する。1960年（昭和35年）から再び減少を始め、1980年（昭和55年）には1920年の半分以下にまで落ち込み、その後、横ばい状態が続いていた。2000年代半ばから子育て世代やリタイア後の移住者、外国人居住者により人口が微増している。「平成22年国勢調査」によると人口増加率は3.3%で、北海道内では虻田郡京極町・河東郡音更町に次ぐ3番目の増加率となった。
| |                                          |  |
| ニセコ町と全国の年齢別人口分布（2005年） | ニセコ町の年齢・男女別人口分布（2005年） |  |
| ■紫色 ― ニセコ町 ■緑色 ― 日本全国 | ■青色 ― 男性 ■赤色 ― 女性                |  |
| ニセコ町（に相当する地域）の人口の推移 \| 1970年（昭和45年） \| 5,725人 \| \| \| 1975年（昭和50年） \| 5,003人 \| \| \| 1980年（昭和55年） \| 4,567人 \| \| \| 1985年（昭和60年） \| 4,593人 \| \| \| 1990年（平成2年） \| 4,511人 \| \| \| 1995年（平成7年） \| 4,641人 \| \| \| 2000年（平成12年） \| 4,553人 \| \| \| 2005年（平成17年） \| 4,669人 \| \| \| 2010年（平成22年） \| 4,827人 \| \| \| 2015年（平成27年） \| 4,958人 \| \| \| 2020年（令和2年） \| 5,074人 \| \| |                                          |  |
| 総務省統計局 国勢調査より |                                          |  |
| 1970年（昭和45年） | 5,725人                                  |  |
| 1975年（昭和50年） | 5,003人                                  |  |
| 1980年（昭和55年） | 4,567人                                  |  |
| 1985年（昭和60年） | 4,593人                                  |  |
| 1990年（平成2年） | 4,511人                                  |  |
| 1995年（平成7年） | 4,641人                                  |  |
| 2000年（平成12年） | 4,553人                                  |  |
| 2005年（平成17年） | 4,669人                                  |  |
| 2010年（平成22年） | 4,827人                                  |  |
| 2015年（平成27年） | 4,958人                                  |  |
| 2020年（令和2年） | 5,074人                                  |  |

### 消滅集落
2015年国勢調査によれば、以下の集落は調査時点で人口0人の消滅集落となっている。
- ニセコ町 - 字峠、字絹丘

## 歴史
「町の出来事概略」参照

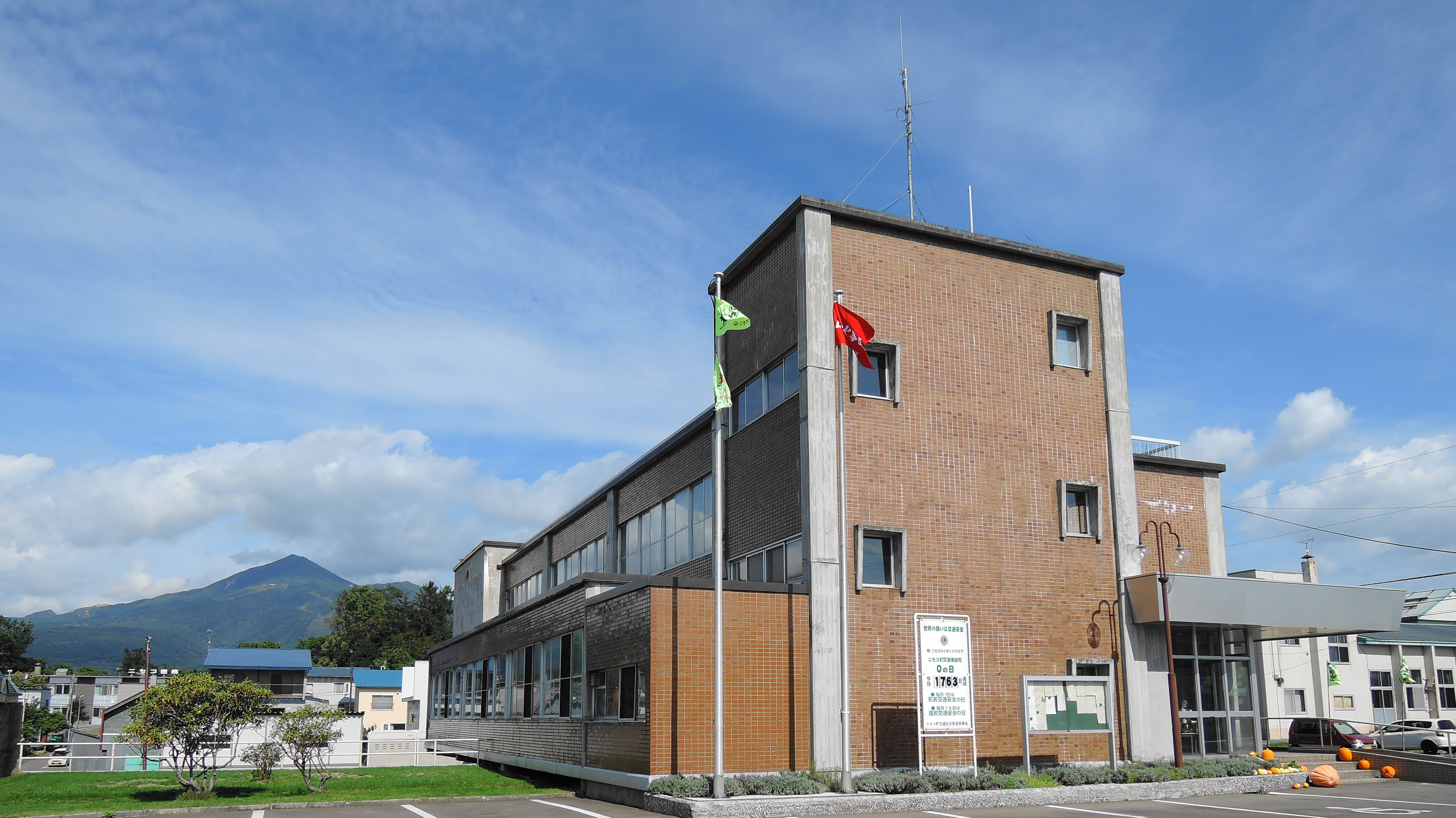
ニセコ町役場旧庁舎（2013年）

- 1895年（明治28年）：清川孫太、岩上判七らが西富に入地。
- 1897年（明治30年）：虻田村（現在の洞爺湖町）から分村し、真狩村（現在の留寿都村）の区域となる。
- 1901年（明治34年）：真狩村より分村し独立。真狩村字真狩別太のから狩太村と名づけ、戸長役場設置。
- 1904年（明治37年）：松岡陸三、社地700坪を献じ神社奉斎（狩太神社の始まり）。北海道鉄道函館本線開通。
- 1906年（明治39年）：二級町村制施行。
- 1910年（明治43年）：倶知安村（現在の倶知安町）のニセコアン（ニセコ、曽我）一帯を併合。
- 1921年（大正10年）：王子製紙工業尻別第一発電所完成。
- 1925年（大正14年）：弁辺村（現在の豊浦町）の中昆布、柳の沢、桂の沢一帯を合併。
- 1933年（昭和8年）：村民憲章「狩太村是」を制定。
- 1934年（昭和9年）：「狩太村歌」を制定。
- 1943年（昭和18年）：中谷宇吉郎ら北海道大学低温研究所メンバーにより「ニセコ着氷観測所」建設（1945年観測終了）[19]。
- 1950年（昭和25年）：羊蹄山が「支笏洞爺国立公園」指定。ニセコが「道立公園」指定。町制施行し、狩太町となる。
- 1954年（昭和29年）：昭和天皇、香淳皇后が行幸啓。狩太小学校に奉迎場が設けられて近隣町村民も含めて出迎えた。御泊所はニセコ観光ホテルが充てられた[20]。
- 1958年（昭和33年）：ニセコ温泉郷が「国民保養温泉地」指定[21]。
- 1963年（昭和38年）：ニセコ連峰が「ニセコ積丹小樽海岸国定公園」指定。
- 1964年（昭和39年）：狩太町からニセコ町と改称。
- 1966年（昭和41年）：ニセコモイワスキー場（現在のニセコモイワスキーリゾート）開設。
- 1968年（昭和43年）：狩太駅が「ニセコ駅」と改称。
- 1971年（昭和46年）：「過疎地域」指定[22]。
- 1972年（昭和47年）：ニセコアンヌプリ国際スキー場開設。
- 1973年（昭和48年）：ニセコ町民憲章および町歌「ニセコ町のうた」を制定。
- 1978年（昭和53年）：滋賀県マキノ町（現在の高島市）と「姉妹都市」（現在は交流都市）提携。
- 1982年（昭和57年）：ニセコ東山スキー場（現在のニセコビレッジスキーリゾート）開設。
- 1985年（昭和60年）：長野県信州新町（現在の長野市）と「姉妹都市」（現在は交流都市）提携。
- 1991年（平成03年）：ニセコヘリポート完成。
- 1994年（平成06年）：ニセコ大橋完成。
- 1997年（平成09年）：道の駅ニセコビュープラザオープン。
- 1998年（平成10年）：『毎日新聞地方自治大賞奨励賞』受賞。
- 2001年（平成13年）：自治基本条例「ニセコ町まちづくり基本条例」施行。ニセコ町開基100年記念式典。
- 2002年（平成14年）：綺羅街道地区が『都市景観大賞』（美しいまちなみ優秀賞）受賞[23]。ゴミ有料化開始。
- 2003年（平成15年）：ニセコ町堆肥センタ―完成[24]。
- 2004年（平成16年）：「ニセコ町景観条例」施行。
- 2009年（平成21年）：ニセコ町字ニセコ、字曽我、字東山の一部地域で「準都市計画区域」「特定用途制限地域」「景観地区」適用[25][26]。
- 2011年（平成23年）：水資源保全条例「ニセコ町水道水源保護条例」施行。
- 2012年（平成24年）：コミュニティ放送「ラジオニセコ」開局。
- 2014年（平成26年）：「環境モデル都市」選定[4]。
- 2018年（平成30年）：「SDGs未来都市」選定[27]。
- 2021年（令和3年）
  - 5月6日 - ニセコ町役場新庁舎開庁[28]。
  - 12月：世界観光機関が「最も訪れたい村」に選定[29]

## 交流都市
- 滋賀県高島市（旧マキノ町）

## 行政
- 町長：片山健也（2009年10月9日就任、4期目）

ニセコ町では、日本全国の自治体で初めての自治基本条例「ニセコ町まちづくり基本条例」を2001年（平成13年）4月に施行した。「情報共有」と「住民参加」を2つの柱とし、町民が住むことそのものが誇りに思える「暮らしづくり」を発展させることを目指している。条例は、最低4年に1回の見直しを行う。開かれた行政を推進してきたリーダーは前町長の逢坂誠二であり、1994年（平成6年）に日本全国で最年少の町長（当時）として就任後、1996年（平成8年）には住民との勉強会の場となる「まちづくり町民講座」をスタート。役場の管理職会議を全面公開とし、職員の傍聴も自由とした。また、住民が5人以上集まれば町長や課長が場所・時間を問わず出かけ直接議論する場「まちづくりトーク」を設けるなど、さまざまなコミュニケーションの場面を創出した。雑誌スタイルの予算説明書「もっと知りたいことしの仕事」は、ニセコ町の1年間の仕事がわかりやすく説明されている。2003年（平成15年）、ニセコの環境を考える会が中心となって「水環境のまちニセコ」をテーマに「ニセコ町環境基本計画」を策定し、環境マネジメントシステムの構築を目指してニセコ町堆肥センターを設置した。堆肥センターの稼働により、ニセコ町の生ごみと下水汚泥や家畜糞尿は資源化されている。逢坂は2005年（平成17年）8月に任期途中で辞職して衆議院議員となったが、引き続き永続性のあるまちづくりを推し進めている。2011年（平成23年）に水資源保全条例「ニセコ町水道水源保護条例」を施行、2014年（平成26年）には「環境モデル都市」に選定された。

## 町議会
「ニセコ町議会」参照
- 議員定数10人
- 議会
  - 定例会（3月・6月・9月・12月）
  - 臨時会
- 委員会
  - 常任委員会
    - 総務（定数5人）
    - 産業建設（定数5人）

  - 議会運営委員会（定数5人）
  - 特別委員会
    - 予算特別委員会（全員）
    - 決算特別委員会（議長、監査委員を除く全員）

## 公共施設
- ニセコ町民センター
- ニセコ町学習交流センター「あそぶっく」
- ニセコこども館
- ニセコ町幼児センター（子育て支援センター）
- ニセコ町総合体育館
- ニセコ町陸上競技場
- ニセコ町水泳プール
- ニセコ町テニスコート
- ニセコ町運動公園野球場
- ニセコ町堆肥センター
- ニセコ町家畜共進会場
- ニセコ町集約草地
- ニセコ斎場
- ニセコ町一般廃棄物最終処分場

## 公的機関
警察
- 倶知安警察署ニセコ駐在所

消防
- 羊蹄山ろく消防組合倶知安消防署ニセコ支署

コミュニティ放送
- ラジオニセコ

## 教育機関

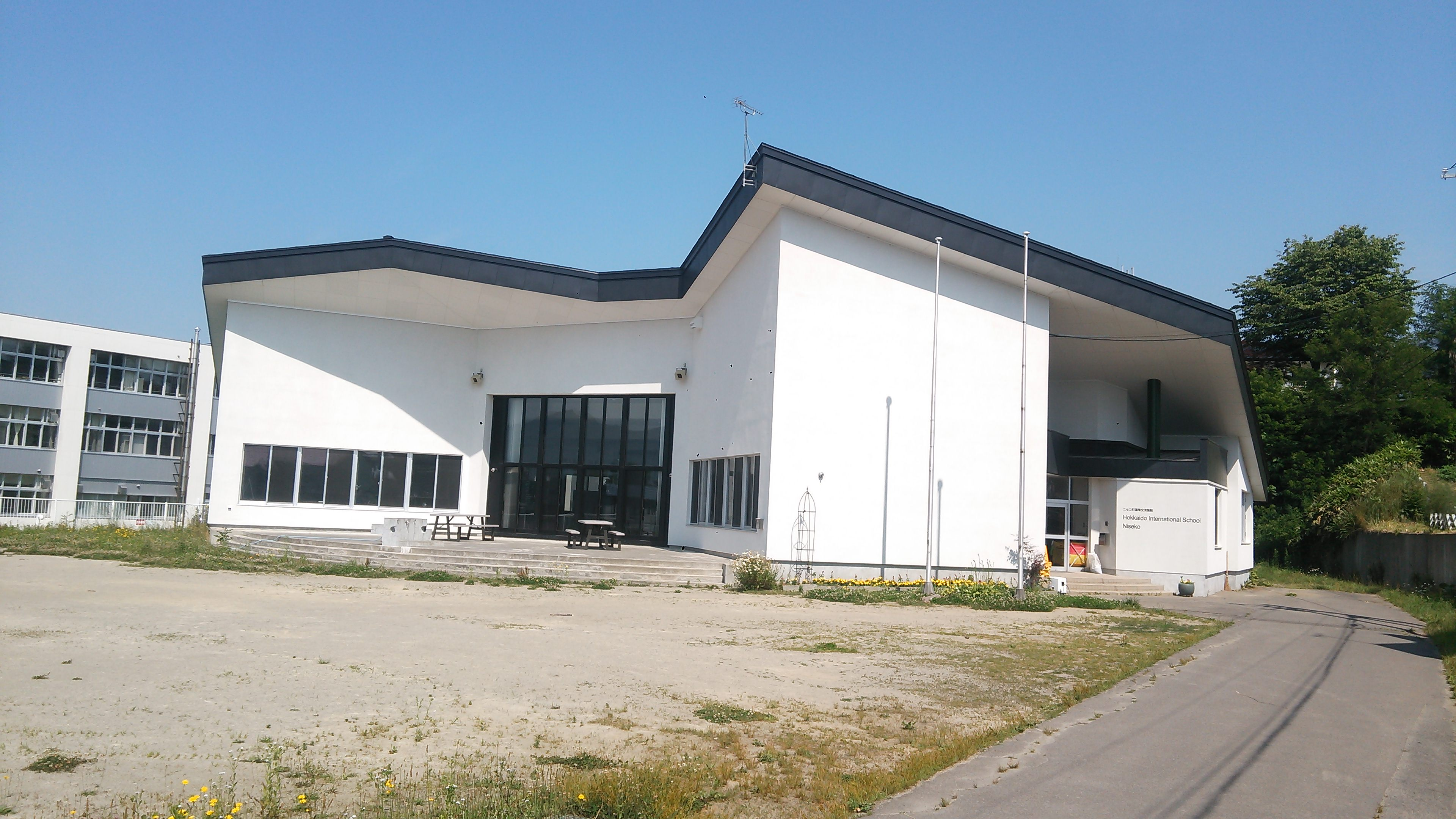
北海道インターナショナルスクール・ニセコ校

高等学校
- 北海道ニセコ高等学校（町立、昼間定時制）

中学校
- ニセコ町立ニセコ中学校

小学校
- ニセコ町立ニセコ小学校
- ニセコ町立近藤小学校

インターナショナルスクール
- 北海道インターナショナルスクールニセコ校

## 経済・産業
基幹産業はサービス業と農業。2003年（平成15年）には全国初となる株式会社化した観光協会「ニセコリゾート観光協会」（第三セクター）が誕生している。農業振興については、ニセコの特色を活かした収益性の向上、クリーン農業の推進、直売組織への支援などによる農業活性化などを進めている。また、農業・観光・商工など各産業との連携により地域経済を循環させるため「ニセコ町産業連携プロジェクト」が発足され、イベントなどの取組みを行っている。
組合
- ようてい農業協同組合（JAようてい）ニセコ支所

スーパーマーケット
- Aコープようてい（JAようてい）
  - ニセコ店

金融機関
- 北海道信用金庫ニセコ支店

郵便局
- ニセコ郵便局（集配局）
- ニセコ元町簡易郵便局
- ニセコ駅前簡易郵便局

宅配便
- ヤマト運輸千歳主管支店ニセコセンター（所在地は倶知安町）
- 佐川急便倶知安営業所（所在地は倶知安町）

### 本社を置く企業
- ルピシア - 食品製造販売。2020年7月に東京から移転[34]。

## 交通

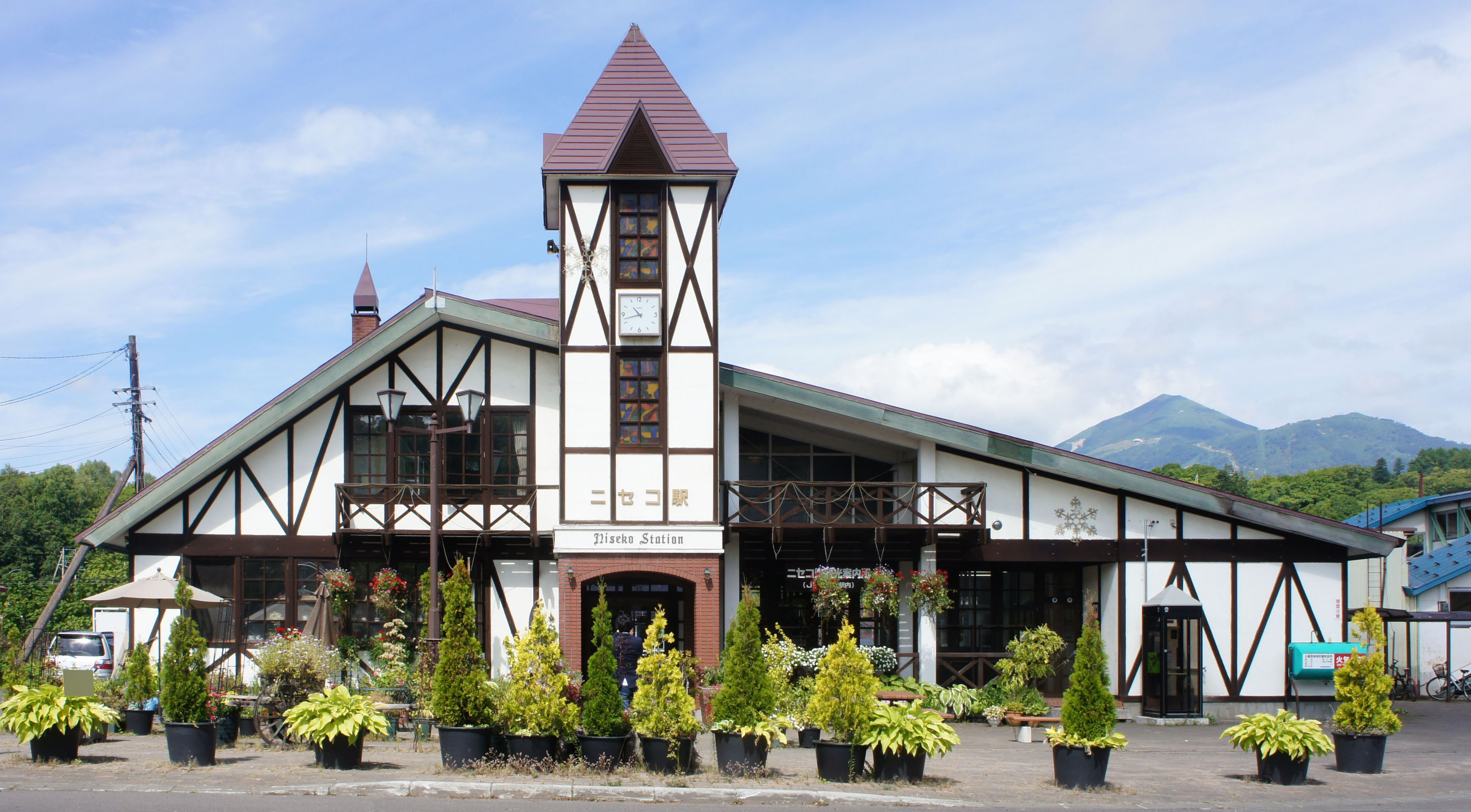
ニセコ駅（2017年9月）

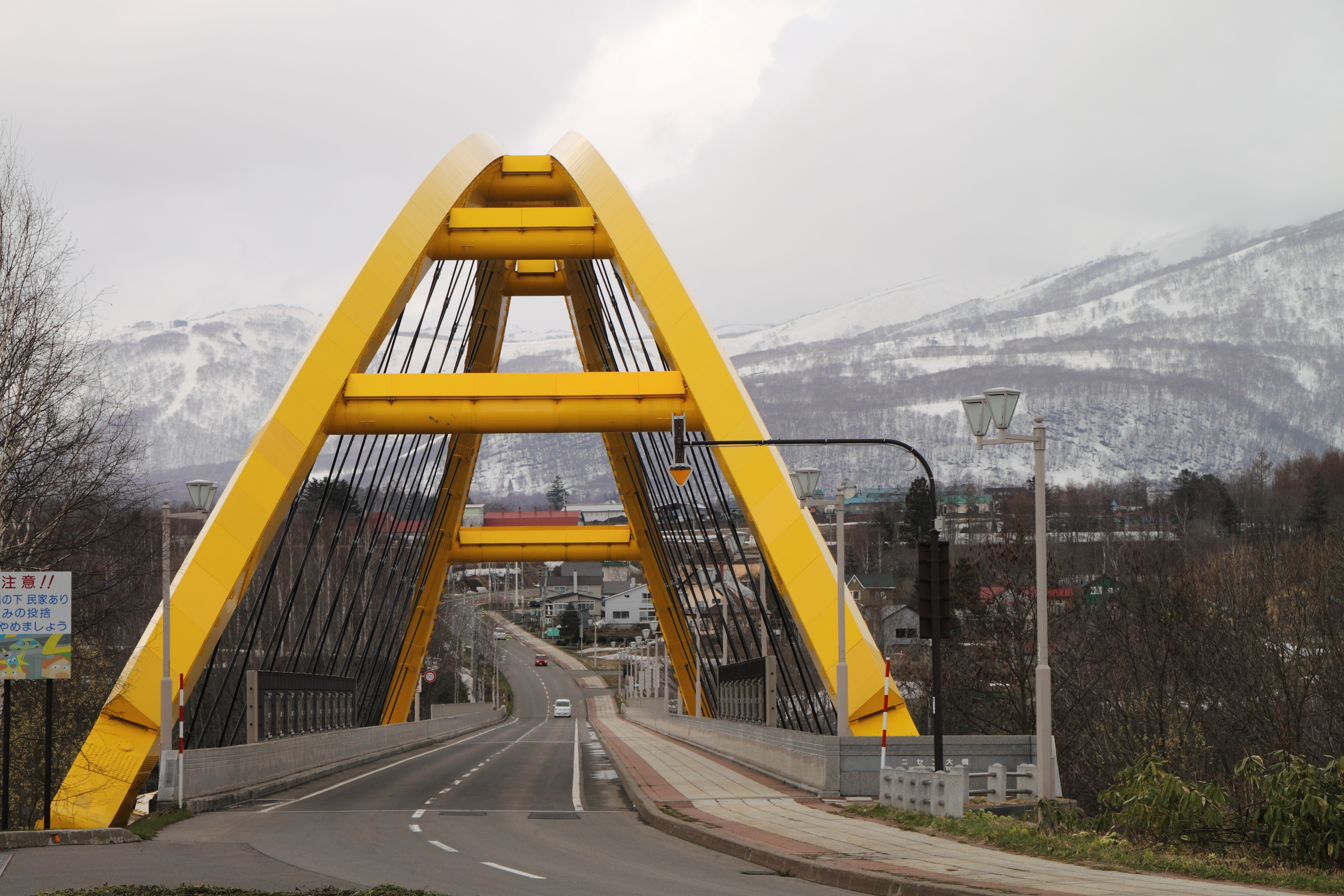
ニセコ大橋（2011年4月）

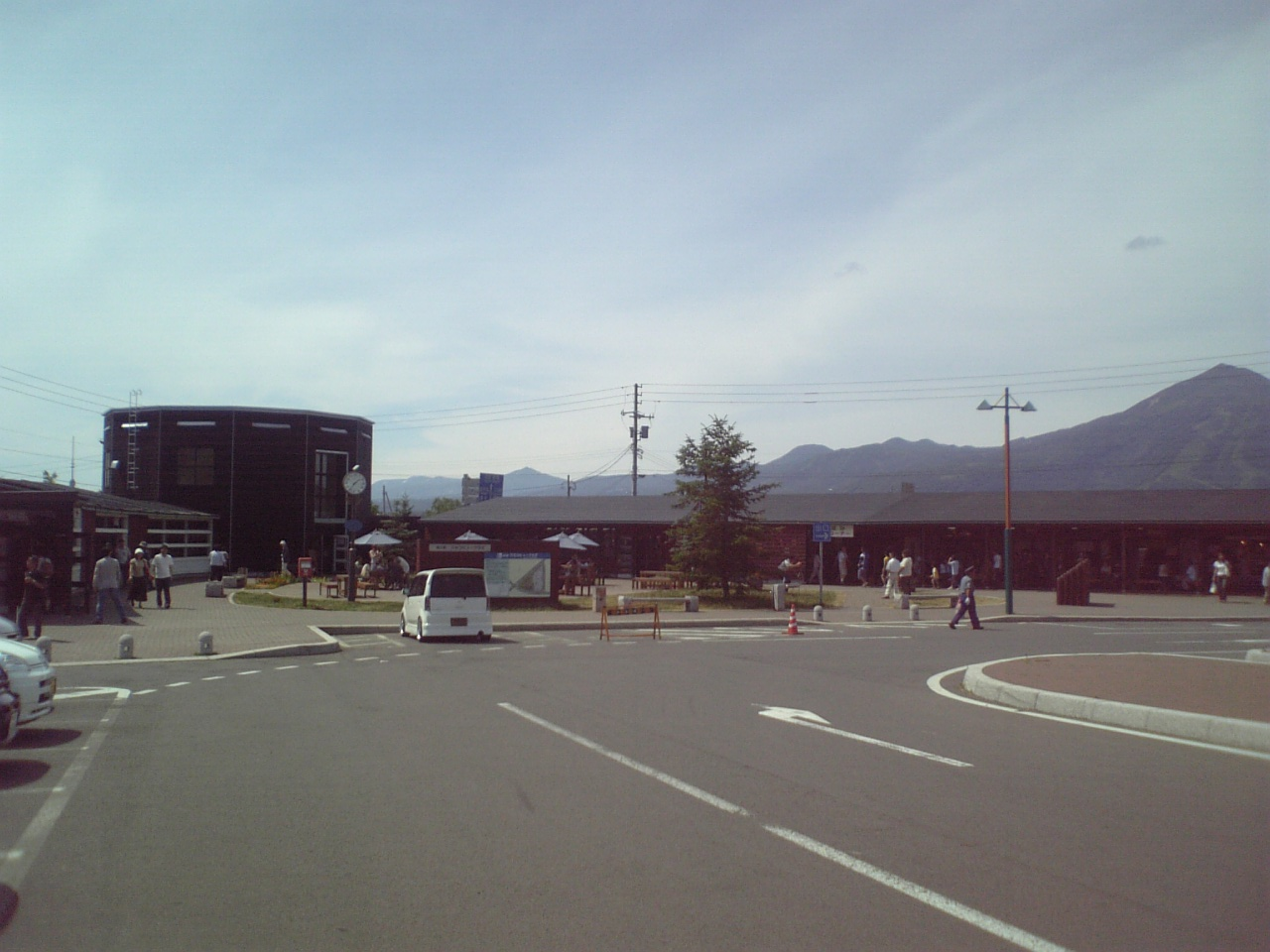
道の駅ニセコビュープラザ（2007年7月）

### 鉄道
北海道新幹線の新函館北斗 - 札幌間延伸時には町内を経由するが、駅や信号場は設置されない。
- 北海道旅客鉄道（JR北海道）
  - 函館本線：ニセコ駅

### バス
- ニセコバス（中央バスグループ）
- 道南バス
- 北海道中央バス（高速ニセコ号）
- にこっとBUS（デマンドバス）[35]

### 道路
町内を通る幹線道路は、シーニックバイウェイの「支笏洞爺ニセコルート」になっている
- 高速道路
  - 北海道横断自動車道
    - 蘭越倶知安道路：ニセコIC

- 一般国道
  - 国道5号
- 都道府県道
  - 北海道道32号豊浦ニセコ線
  - 北海道道58号倶知安ニセコ線
  - 北海道道66号岩内洞爺線
  - 北海道道230号三ノ原ニセコ線
  - 北海道道343号蘭越ニセコ倶知安線
  - 北海道道791号峠宮田線
  - 北海道道792号ニセコ停車場線
  - 北海道道914号新富神里線
- 道の駅
  - ニセコビュープラザ（重点「道の駅」[37]）

### ヘリポート
- ニセコヘリポート

## 文化財
国指定
- 天然記念物
  - 後方羊蹄山の高山植物帯[38]

町指定
- 史跡
  - 曽我環状列石[39]
- 民俗文化財
  - ニセコ赤坂奴（奴振り）[39]

## 観光・レジャー
- ニセコモイワスキーリゾート
- ニセコアンヌプリ国際スキー場
  - 1,000m台地展望広場
- ニセコビレッジ
  - ニセコビレッジゴルフコース
- ニセコ温泉郷
  - ニセコ五色温泉 （国民保養温泉地[21]）
  - ニセコ昆布温泉 （国民保養温泉地[21]）
  - ニセコアンヌプリ温泉
  - ニセコ東山温泉
  - ニセコ駅前温泉「綺羅乃湯」
- ニセコチーズ工房
- ニセコ高橋牧場
- 中央倉庫群
- 有島記念館
- 道の駅ニセコビュープラザ
- ダチョウ牧場
- ニセコゴルフコース

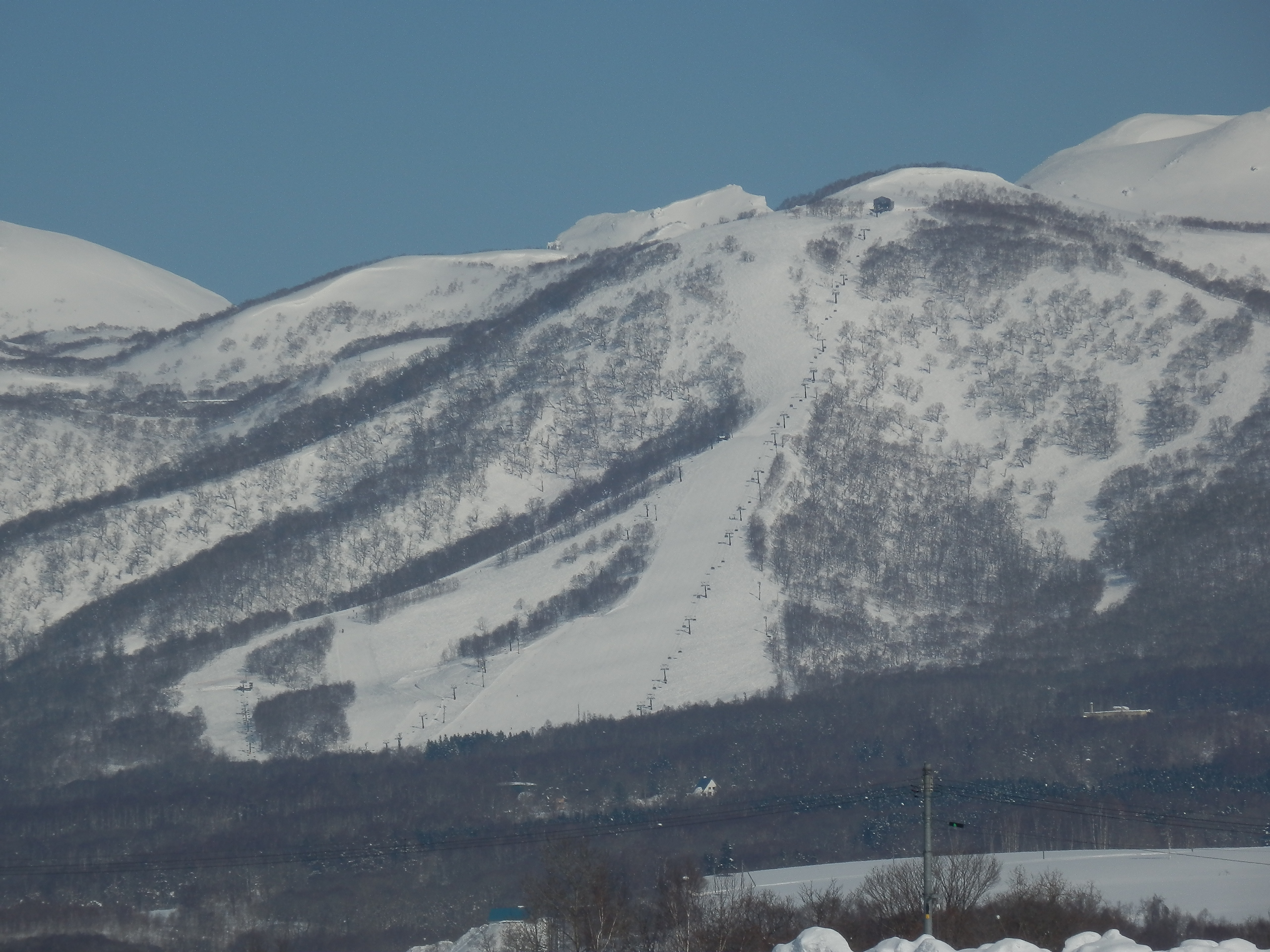
ニセコモイワスキーリゾート（2014年）
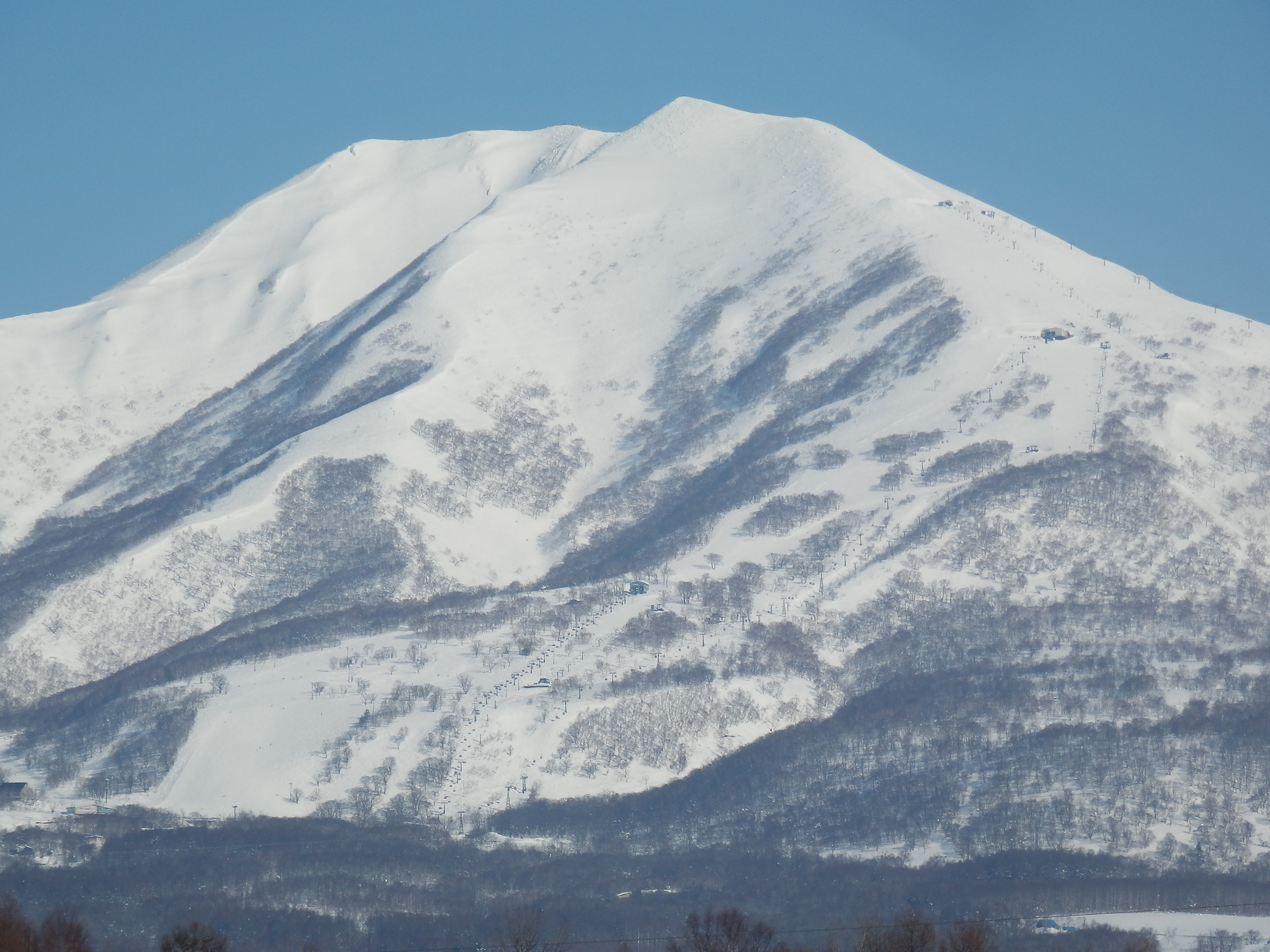
ニセコアンヌプリ国際スキー場（2010年）
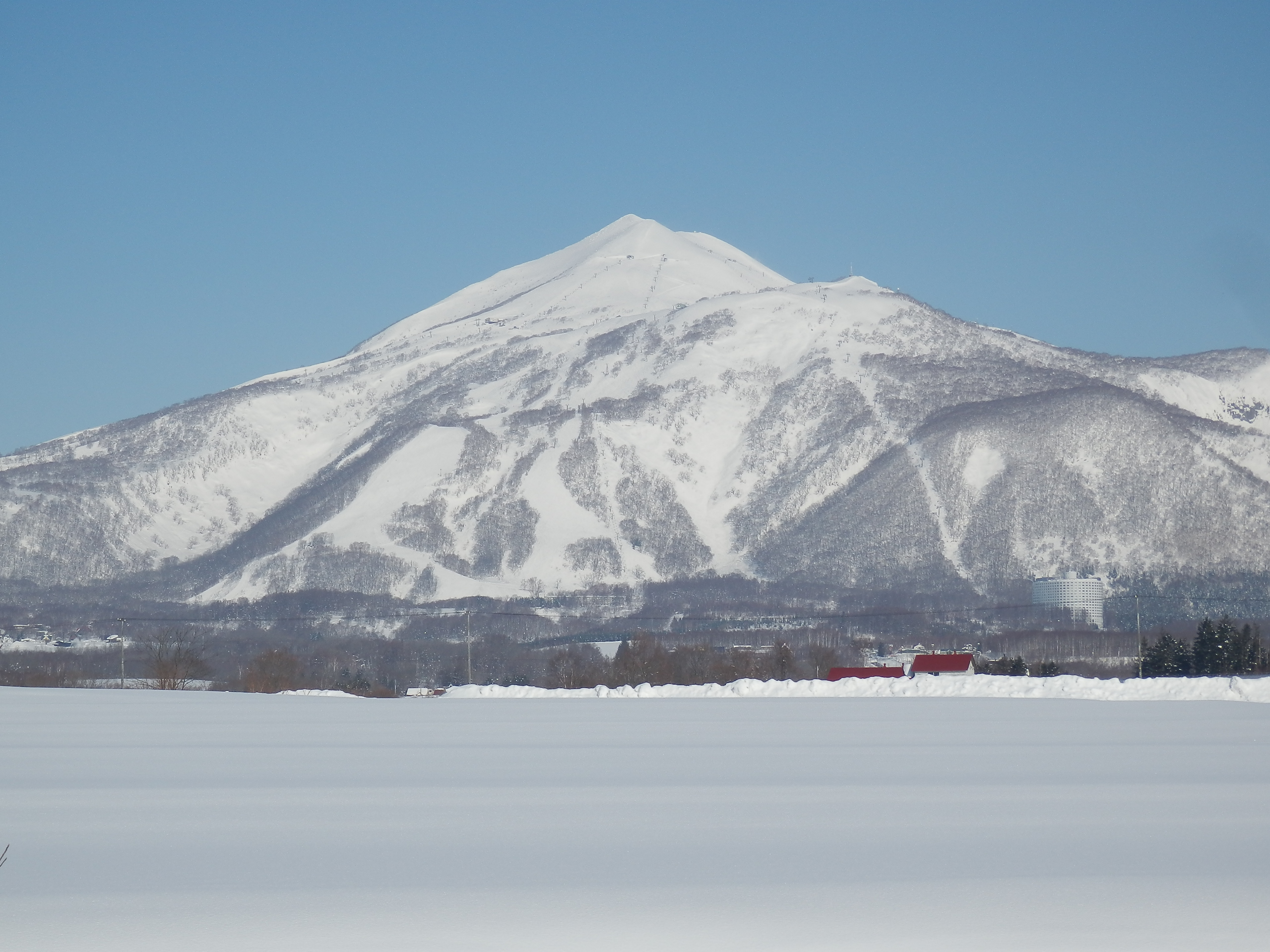
ニセコビレッジ（2010年）
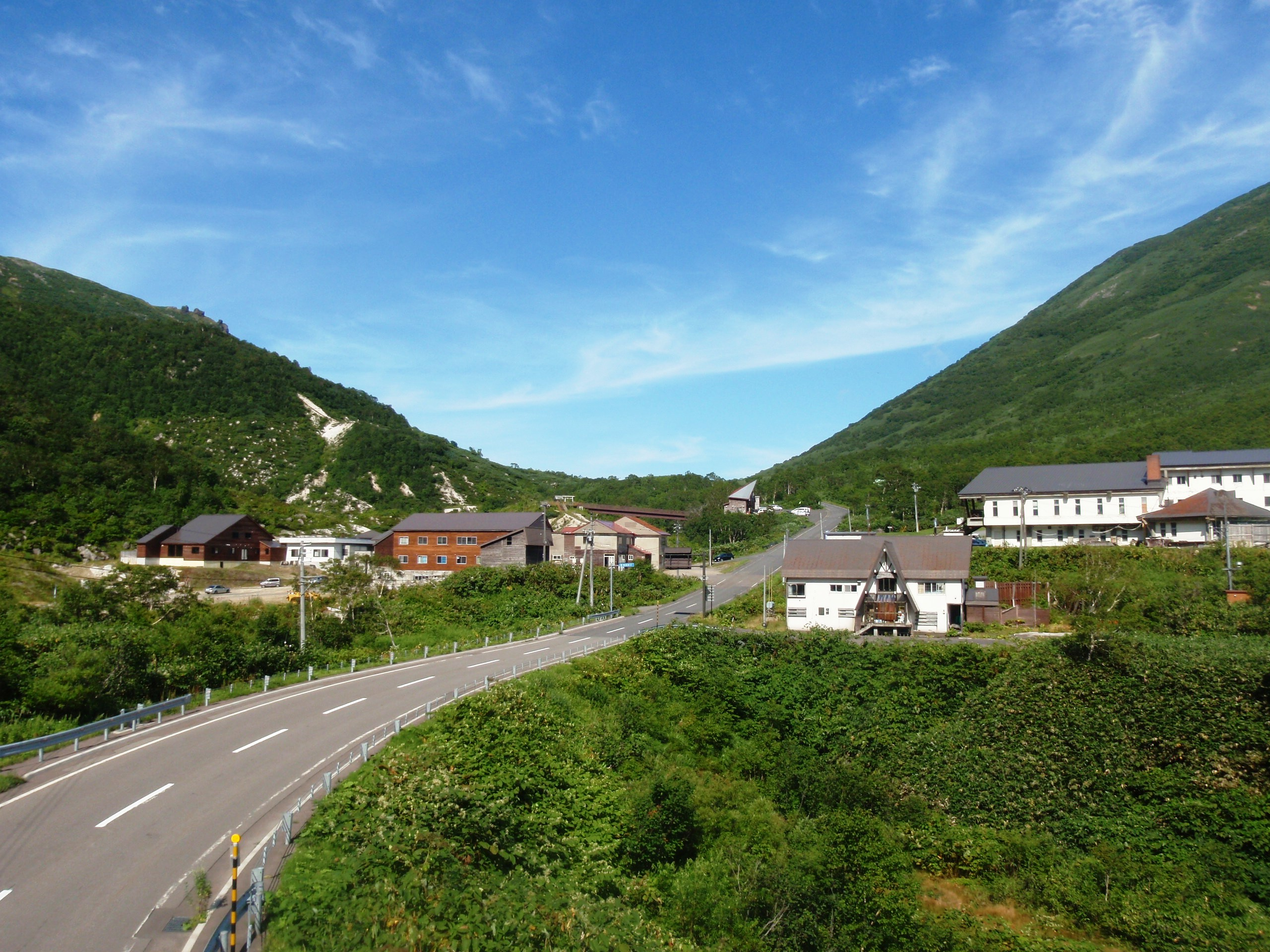
ニセコ五色温泉（2011年）
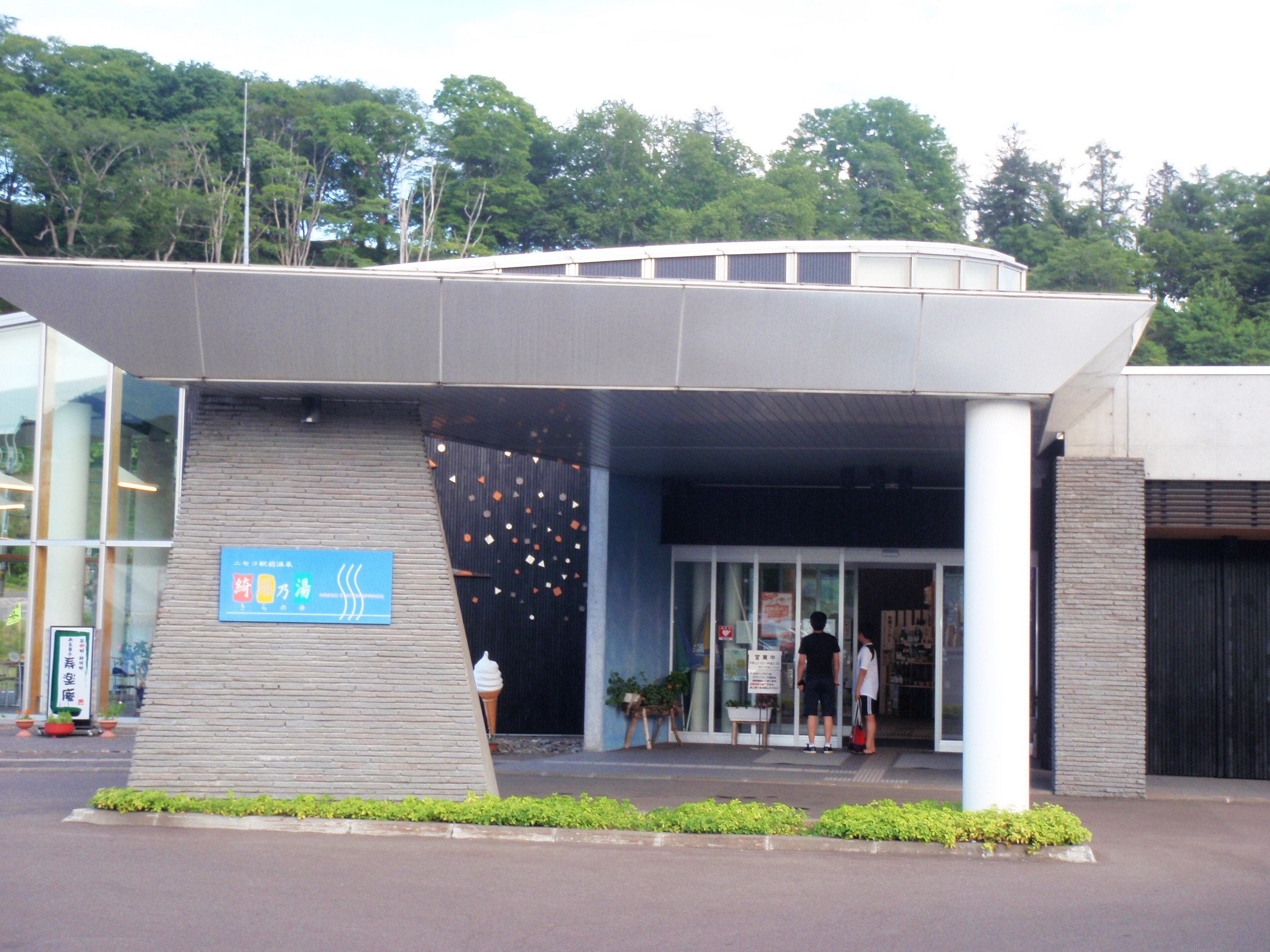
ニセコ駅前温泉「綺羅乃湯」（2011年）

## 祭事・催事
- ニセコジャポニカ・ニセコ雪あかりの路（2月）
- ニセコ山開き（6月）
- ニセコスターフェス（7月から9月）
- 小さなふるさとづくり「七夕の夕べ」花火大会（8月）
- ニセコビュープラザ「秋の収穫・大感謝祭」（8月）
- 狩太神社祭（8月）
- ニセコマラソンフェスティバル（9月）
- ニセコ綺羅キラ市（9月）
- ニセコハロウィン（10月）
- JRニセコ駅イルミネーション（12月）

## 名産・特産
- アスパラガス
- メロン
- トウモロコシ
- ジャガイモ
- カボチャ
- 米

## 人物
50音順
出身人物
- 逢坂誠二（元町長。衆議院議員）
- 菊地賢人（陸上競技選手）
- 工藤浩（元ハドソン社長）
- 工藤裕司（元ハドソン社長）
- 佐藤聖一郎（余市郡仁木町長）
- 吉岡大輔（アルペンスキー選手）

ゆかりのある人物
- 有島武郎（農家。日本文学者）
- 畔柳二美（小説家）
- 中谷宇吉郎（元北海道大学教授）
- 林家木久扇（観光大使）

## 町民憲章・条例
ニセコ町民憲章
ニセコ町まちづくり基本条例前文